# Mark Wilkinson (herpétologiste)
Pour les articles homonymes, voir Wilkinson et Mark Wilkinson.
Mark Wilkinson est un herpétologiste britannique né en 1963.
Il obtient son doctorat en 1993 à l'université de Bristol. Il se consacre aux problèmes de systématique phylogénétique, particulièrement des amphibiens de l'ordre des Gymnophiona. Il travaille au sein du Natural History Museum de Londres.

## Quelques taxons décrits
- Amietophrynus Frost, Grant, Faivovich, Bain, Haas, Haddad, de Sá, Channing, Wilkinson, Donnellan, Raxworthy, Campbell, Blotto, Moler, Drewes, Nussbaum, Lynch, Green & Wheeler, 2006

- Atretochoana Nussbaum & Wilkinson, 1995
- Chiromantis punctatus (Wilkinson, Win, Thin, Lwin, Shein & Tun, 2003)
- Chthonerpeton exile Nussbaum & Wilkinson, 1987
- Chthonerpeton perissodus Nussbaum & Wilkinson, 1987
- Duttaphrynus Frost, Grant, Faivovich, Bain, Haas, Haddad, de Sá, Channing, Wilkinson, Donnellan, Raxworthy, Campbell, Blotto, Moler, Drewes, Nussbaum, Lynch, Green & Wheeler, 2006
- Feihyla Frost, Grant, Faivovich, Bain, Haas, Haddad, de Sá, Channing, Wilkinson, Donnellan, Raxworthy, Campbell, Blotto, Moler, Drewes, Nussbaum, Lynch, Green & Wheeler, 2006
- Gegeneophis danieli Giri, Wilkinson & Gower, 2003
- Gegeneophis seshachari Ravichandran, Gower & Wilkinson, 2003
- Ichthyophis khumhzi Kamei, Wilkinson, Gower & Biju, 2009
- Ichthyophis kodaguensis Wilkinson, Gower, Govindappa & Venkatachalaiah, 2007
- Ichthyophis moustakius Kamei, Wilkinson, Gower & Biju, 2009
- Ichthyophis sendenyu Kamei, Wilkinson, Gower & Biju, 2009
- Indotyphlus maharashtraensis Giri, Wilkinson & Gower, 2003
- Ingerophrynus Frost, Grant, Faivovich, Bain, Haas, Haddad, de Sá, Channing, Wilkinson, Donnellan, Raxworthy, Campbell, Blotto, Moler, Drewes, Nussbaum, Lynch, Green & Wheeler, 2006
- Litoria michaeltyleri Frost, Grant, Faivovich, Bain, Haas, Haddad, de Sá, Channing, Wilkinson, Donnellan, Raxworthy, Campbell, Blotto, Moler, Drewes, Nussbaum, Lynch, Green & Wheeler, 2006
- Microcaecilia grandis Wilkinson, Nussbaum & Hoogmoed, 2010
- Mimosiphonops reinhardti Wilkinson & Nussbaum, 1992
- Poyntonophrynus Frost, Grant, Faivovich, Bain, Haas, Haddad, de Sá, Channing, Wilkinson, Donnellan, Raxworthy, Campbell, Blotto, Moler, Drewes, Nussbaum, Lynch, Green & Wheeler, 2006
- Pseudepidalea Frost, Grant, Faivovich, Bain, Haas, Haddad, de Sá, Channing, Wilkinson, Donnellan, Raxworthy, Campbell, Blotto, Moler, Drewes, Nussbaum, Lynch, Green & Wheeler, 2006
- Rhinatrema ron Wilkinson & Gower, 2010
- Rhinatrema shiv Gower, Wilkinson, Sherratt & Kok, 2010
- Uraeotyphlus gansi Gower, Rajendran, Nussbaum & Wilkinson, 2008
- Uraeotyphlus oommeni Gower & Wilkinson, 2007
- Vandijkophrynus Frost, Grant, Faivovich, Bain, Haas, Haddad, de Sá, Channing, Wilkinson, Donnellan, Raxworthy, Campbell, Blotto, Moler, Drewes, Nussbaum, Lynch, Green & Wheeler, 2006